# Hydrillodes basalis
Hydrillodes basalis är en fjärilsart som beskrevs av Moore 1867. Hydrillodes basalis ingår i släktet Hydrillodes och familjen nattflyn. Inga underarter finns listade i Catalogue of Life.